# Фроссуш (Албергария-а-Велья)
Фроссуш (порт. Frossos) — район (фрегезия) в Португалии, входит в округ Авейру. Является составной частью муниципалитета Албергария-а-Велья. Находится в составе крупной городской агломерации Большое Авейру. По старому административному делению входил в провинцию Бейра-Литорал. Входит в экономико-статистический субрегион Байшу-Воуга, который входит в Центральный регион. Население составляет 150 человек. Занимает площадь 7,95 км².
Покровителем района считается Святой Пайю.